# 蒙古鼠兔
蒙古鼠兔（学名：Ochotona pallasi）为鼠兔科鼠兔属的哺乳动物。在中国大陆，分布于蒙古，俄罗斯亚洲地区，和中国大陆内蒙古、新疆等地。该物种的模式产地在据说是俄罗斯亚洲地区。

## 亚种
- 蒙古鼠兔哈密亚种（学名：Ochotona pallasi hamica）。在中国大陆，分布于新疆等地。该物种的模式产地在新疆哈密。[3]
- 蒙古鼠兔指名亚种（学名：Ochotona pallasi pallasi）
- 蒙古鼠兔蒙古亚种（学名：Ochotona pallasi pricei）。在中国大陆，分布于新疆等地。该物种的模式产地在蒙古90°E.,49.30°N。[4]
- 蒙古鼠兔内蒙古亚种（学名：Ochotona pallasi sunidica）。在中国大陆，分布于内蒙古等地。该物种的模式产地在内蒙古苏尼特左旗。[5]